# Merce Cunningham

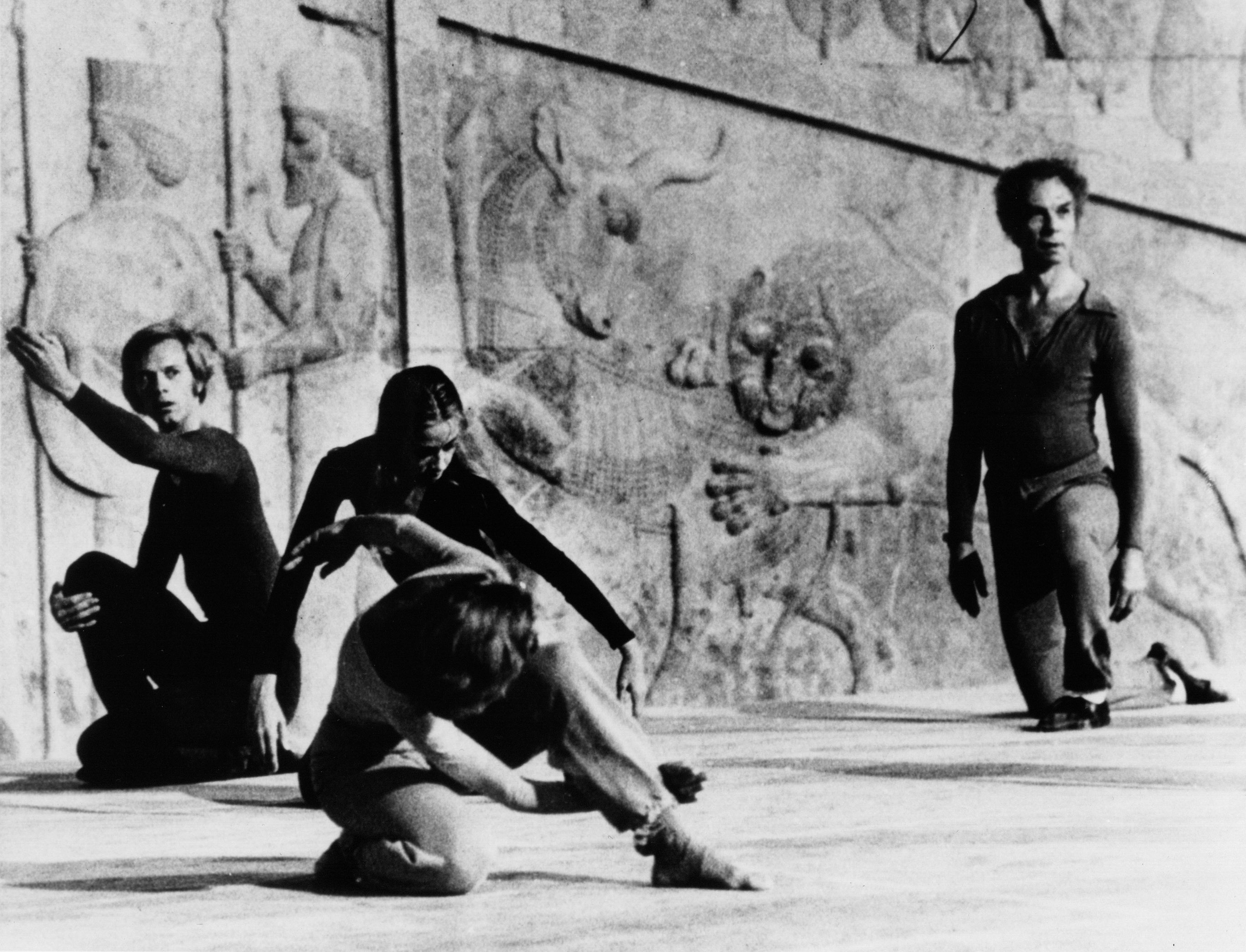
Merce Cunningham Dance Company uppträder vid Schiras Konstfestival 1972.

Mercier Philip "Merce" Cunningham, född 16 april 1919 i Centralia, Washington, död 26 juli 2009 i New York i New York, var en amerikansk koreograf och dansare, som verkade i förgrunden för amerikanskt avantgarde i över 50 år. Cunningham var genom större delen av sitt liv ansedd en av de största kreativa krafterna på den amerikanska dansscenen. Värt att anmärka är också Cunninghams ständiga nyskapande samarbeten med konstnärer från andra discipliner, till exempel musiker som John Cage och David Tudor, konstnärerna Robert Rauschenberg och Bruce Nauman, designer Romeo Gigli och arkitekt Benedetta Tagliabue. De verk han skapade tillsammans med dessa konstnärer hade en djupgående påverkan på den samtida konstens avantgarde, och sträckte sig långt bortom dansens värld. Han ville även att kompositörer och koreografer skulle vara oberoende av varandra.
I egenskap av koreograf, lärare och ledare för Merce Cunningham Dance Company som bildades 1953  hade Cunningham ett starkt inflytande på modern dans. Många dansare som tränade med honom startade sedan egna kompanier, bland andra Pul Taylor, Remy Charlip, Viola Farber, Charles Moulton, Karole Armitage, Robert Kovich, Foofwa d’Immobilité, Kimberly Bartosik, Floanne Ankah och Jonah Bokaer. Cunningham koreograferade mer än 150 olika dansföreställningar och över 800 evenemang. Hans koreografier visades upp av bland annat New York City Ballet, American ballet Theater, White Oak Dance Project, London's Rambert Dance Company och Parisbaletten. 
Under den senare delen av sitt liv så använde han sig av programmet DanceForms för att koreografera.

## Biografi
Merce Cunningham föddes 1919 i Centralia, Washington som andra sonen av tre. Båda hans bröder följde i deras fars fotspår, men Cunningham frågade redan som tioåring om att få börja på dansskola, och tog sina första officiella dans- och teaterlektioner på Cornish School (nu Cornish College of the Arts) i Seattle, där han tränade mellan 1937 och 1939. Under den här tiden såg Martha Graham Cunningham dansa och bjöd in honom att dansa med hennes kompani.
Hösten 1939 flyttade Cunningham till New York och påbörjade en sexårig karriär som solist i Martha Grahams kompani. Under 50 års tid var han tillsammans med kompositören John Cage. Detta tog slut när John Cage dog 1992.
Merce Cunningham har även fått en mängd priser (ca 58 st) bland annat Medal of the society for the advancement of dancing i Stockholm (1964), Laruence Olivier Award i London (1985) och Dorothy and Lilian Gish Prize i New York USA (2000).

“You have to love dancing to stick to it. It gives you nothing back, no manuscripts to store away, no paintings to show on walls and maybe hang in museums, no poems to be printed and sold, nothing but that single fleeting moment when you feel alive." 